# Bagisara oula
Bagisara oula là một loài bướm đêm trong họ Noctuidae.